# Clase 406
Clase 406 es una telenovela juvenil mexicana producida por Pedro Damián para Televisa, adaptación de la serie colombiana Francisco el Matemático y transmitida originalmente entre 2002 y 2003.
La primera y segunda temporada tiene a Jorge Poza y Alejandra Barros como protagonistas adultos, Sherlyn, Irán Castillo, Dulce María, Arap Bethke, Alfonso Herrera, Karla Cossío, Aarón Díaz, Francisco Rubio, Christian Chávez, Grettell Valdez, Frantz Cossio y Sara Maldonado como protagonistas jóvenes, junto con Tony Dalton, Julio Camejo, Felipe Najera y Fabián Robles en los roles antagónicos.
La tercera temporada tiene a Francisco Gattorno y Michelle Vieth como protagonistas adultos, Sherlyn, Dulce María, Arap Bethke, Sara Maldonado, Alfonso Herrera, Aarón Díaz, Francisco Rubio, Christian Chávez, Frantz Cossio y Grettell Valdez como protagonistas jóvenes, junto con Anahí, Miguel Rodarte y Juan Carlos Colombo en los roles antagónicos.
La cuarta y última temporada está protagonizada por Sherlyn, Dulce María, Grettell Valdez, Sara Maldonado, Alfonso Herrera, Aarón Díaz, Francisco Rubio, Christian Chávez, Frantz Cossio, Anahí y Luis Fernando Peña, con la participación especial de Karla Cossío,  junto con Francesca Guillén, Andrés Montiel y Rosángela Balbó en los roles antagónicos.

## Sinopsis

### Primera temporada
Francisco Romero (Jorge Poza), es un maestro de la Preparatoria n.º 10 "Rosario Castellanos", que recién llegado de Zacatecas a la Ciudad de México va empezando a convivir sus nuevos alumnos, también irá descubriendo que no es suficiente dominar su materia; que para ganar su respeto y ser una influencia positiva en sus vidas, tendrá que ser para ellos, más que una autoridad, un amigo. En el transcurso del año escolar, Francisco será testigo de momentos desgarradores en la vida de estos jóvenes:
Gabriela 'Gaby' Chávez (Sherlyn) es inteligente, destacada y la virgen de la clase, se enamora del profesor Romero. En el "Día del Maestro" Gaby se emborracha con su amiga, situación que el profesor de educación física Dagoberto "Dago" García (Tony Dalton) aprovecha para abusar de ella, quedando embarazada. Magdalena 'Magdis' Rivera (Irán Castillo) es la rebelde de la clase. Ella tiene problemas en su casa con el novio de su mamá y padrastro respectivamente, por el maltrato que este le da a su madre. Enrique 'Kike' González (Aarón Díaz) es el guapo de la clase, fue novio de Marcela  y después de Magdalena. Tuvo problemas con el alcohol, por lo que tuvo que tratarse, en un grupo de Alcohólicos Anónimos. Marcela 'Marce' Mejía (Dulce María) es amiga de Gaby y la toman como la otra virgen de la clase. Ella le bajo el chico a Gaby, Dylan (Roberto Assad), a quien conoció en un antro donde él era el DJ.  Dylan solo quería una chica para vender como prostitución, aunque con ella fallo. Fernando 'Fercho' Lucena (Christian Chávez) apodado "El Chino", le encanta jugar a fútbol y fue novio de Gaby, el vive solo en un cuartito rentado, ya que su padre vive en Tamaulipas y en ocasiones lo visitaba su medio-hermano menor. Juan David Rodríguez Pineda (Alfonso Herrera) es un ligador y presidente estudiantil de la escuela, es un año mayor que los estudiantes de la historia. Carlos Muñoz (Francisco Rubio) apodado "El Caballo", se mete en negocios sucios relacionados con la venta de drogas dentro de la escuela, por lo que es expulsado de la escuela y tiempo después se reincorpora como conserje escolar, pero lo que a él le gusta más es adentrarse en el mundo de la música. Hugo Salcedo (Pablo Magallanes) es amigo de Fercho y el Caballo, debido a los problemas económicos que tienen él y su familia, decide dedicarse a robar. Este fallece luego de entrar al colegio a robar una computadora en compañía de Alejandro "Alex" Acero Pineda (Imanol Landeta), cuando unos de los encargados de la seguridad de la escuela le da un balazo tratando de impedir el robo. Daniela 'Dani' Jiménez Roble (Grettell Valdez) fue transferida a esa clase, al principio intentó parecerse a Magdalena en personalidad, tuvo problemas con su tío por acoso sexual y se metió con Fercho aun estando él con Gaby.
Para todo esto Francisco decidió ayudar a algunos estudiantes para mejorar sus vidas con la ayuda de la orientadora Adriana Pineda Suárez (Alejandra Barros), de la cual se iría enamorado. Pero después la profesora de inglés Ana María (Alexa Damián) empieza a tener cierto interés por Francisco, quien se encuentra en un triángulo amoroso, entre Adriana y Ana María. Francisco decidido inicialmente elige a Adriana, la cual lo convence de irse a vivir con el y su hijo Alex a Tijuana, esto debido a los problemas que tenía con su exmarido Gonzalo Acero (Manuel Landeta), la participación de su hijo Alex con el incidente de Hugo, y la propuesta de trabajo de Tijuana se va del colegio a donde esta su hijo. Francisco cambia de planes y se queda Ana María, empezando una relación amorosa con ella.

### Segunda temporada
Después de que Francisco decidió ayudar a algunos estudiantes para mejorar sus vidas y de iniciar una relación con Ana María, inicia un nuevo año escolar, a la preparatoria ingresa como nueva administradora de la cafetería escolar Ángela (Alejandra Barros), la hermana gemela de Adriana, con la cual Francisco empezaría a tener ciertos sentimientos encontrados, pero por otro lado Ana María empezaría a tener celos por Ángela, pero igual ella se empezaría a enamorar del nuevo psicólogo escolar (y viejo amigo de Francisco) Juan Esteban (Sebastian Rulli). Para Magdalena, el de vivir y ser novia del profesor de Taller de Mecánica Douglas Cifuentes (Julio Camejo) sería su mayor error, ya que Douglas empieza a mostrar a Magdalena su verdadera cara; el de ser un hombre controlador, celoso y machista. También ingresa a la preparatoria un nuevo alumno, Alfredo "Freddy" Ordóñez (Frantz Cossio) que en un inicio fue odiado por la Clase 406 (ya que fue el que delató a Juan David y Fercho de haber puesto un explosivo en la oficina del director Don Ezequiel Cuervo (Rafael Inclan), con motivo de venganza por haber reprobado a Juan David), pero con el paso del tiempo empezó a ganarse el cariño de todos. Las cosas entre Fercho y Gaby va de decadencia, ya que Daniela solo por molestar a Gaby intenta quitarle a Fercho. Cuando Fercho termina con Gaby, y aun así rechaza a Daniela, llega a su vida y a la preparatoria Tatiana del Moral (Sara Maldonado), una joven de nivel socioeconomico alto que por circunstancias de la vida su familia quebró y se tuvo que ir a vivir al barrio donde vive la Clase 406. En respuesta a eso, Daniela empieza a adentrarse en el modelaje a través de Giovanni Ferrer (Fabian Robles), pero lo que Daniela no sabe es que el es un capo del narcotráfico, donde ella le será difícil de salir. Desde un inicio Francisco tenía planeado vivir en la casa de Ana María como su pareja, pero como terminó con Ana María, Ángela le ofrece una recámara de su casa en renta a Francisco para poder terminar la deuda de la hipoteca de su casa, Juan David inconforme con que Francisco viva en su casa, le empieza a hacer la vida de cuadrigatos pero al final le saldría mal, ya que es expulsado de la preparatoria por haberle robado las respuestas del examen de matemáticas a Francisco de su recámara, pero empezaría a trabajar y estudiar la preparatoria abierta al igual que El Caballo (por haber metido droga a la escuela, termina trabajando como conserje de la escuela) y Kike (tras rehabilitarse de su alcoholismo). Ya viviendo y enamorándose de Ángela, Francisco tendrá que defenderse de toda costa de Dagoberto, ya que él sale de la cárcel con libertad condicional con tal de vengarse de Francisco a través de la hija de Ángela: Sandra Paola (Karla Cossío), con tal de meterle a ella a la cabeza de que esta viviendo con un abusador de menores y que le puedan quitar la matrícula de profesor, y de Gaby tratándose de robar a su propia hija con tal de también venderla. Al final, Dago termina saliéndose con la suya al igual que Douglas (escapándose de la cárcel tratando de cobrarle el dinero que Dago le había robado y vengándose de Magdalena), Magdalena se reúne con Douglas para tratar de salvar a la hija de Gaby (pero lo que en realidad lo que él quería era asesinarla), ya estando en el lugar donde Dago tiene secuestrada a Juanita (hija de Gaby), Francisco junto con la policía llega a salvarlas, pero en un forcejeo con una pistola entre Francisco y Dagoberto, Magdalena accidentalmente es herida de muerte. En respuesta, Douglas asesina a Dago, y Comandante Jácome (Esteban Franco) abate a Douglas ocasionado que se cayera de las escaleras. Magdalena sobrevive y le dice a todos que se va a vivir a Colombia, ya en el cierre de año, Francisco se despide de la Clase 406, ya que él se va a vivir con Ángela y Sandra Paola a Zacatecas, ya que le ofrecen un trabajo de director escolar en una preparatoria de su ciudad natal.

### Tercera temporada
Santiago Cadavid (Francisco Gattorno) es el nuevo profesor de literatura; un hombre misterioso y reservado que oculta un gran secreto. Su propósito es rehacer su vida después de haber perdido a su esposa (Marisol del Olmo) y haber sido condenando por su trágica muerte. Jessica Riquelme Brech (Anahí), es una adolescente caprichosa que ha regresado del extranjero con la intención de encontrar a Santiago, a quien conoce como Luis Felipe, ya que está obsesionada con él. Sin embargo, Jessica descubre que Santiago está saliendo con Nadia (Michelle Vieth), la nueva profesora de Educación Física de la Rosario Castellanos y que planea rehacer su vida junto a ella. Kike conoce a Jessica y se siente fuertemente atraído por ella, así que decide soportar su rechazo hasta enamorarla. Leonardo Nava (Miguel Rodarte) es un hombre perverso y ambicioso que trabaja para Jorge Riquelme (Juan Carlos Colombo), el padre de Jessica, quien se dedica a la política y al narcotráfico, sin importarle lastimar a terceros, como a su propia hija. La relación de Tatiana y Fercho se ve afectada por la diferencia de estratos sociales, pero su relación perdura hasta que Leonardo se interesa por Tatiana y decide alejarla de Fercho, convirtiéndola en una adicta a las drogas. Todos se ven afectados por la crueldad de Leonardo, especialmente Jessica, Tatiana y Fercho. Gaby conoce a Pedro y juntos forman un grupo en su comunidad para construir una fábrica que financia el señor Riquelme, quien promete brindarle a los jóvenes mejores oportunidades. Mientras trabajan juntos, Gaby se enamora de Pedro, pero trata de ignorar sus sentimientos porque se siente comprometida con Carlos y no quiere lastimarlo. Freddy sale del armario y confiesa abiertamente ser gay, pero es rechazado por varias personas, entre ellas su padre y Juan David. Juan David y Marcela salen durante algún tiempo, pero ella rompe su corazón al regresar con Chacho y Juan David queda devastado. Sin embargo Clara, la mejor amiga de Jessica, aparece en su vida y logra que Juan David vuelva a creer en el amor. Daniela sale de un centro de detención de menores después de haber cumplido su castigo por transportar drogas de manera ilegal, y con la ayuda del profesor Santiago y del resto de la banda, se convierte nuevamente en una estudiante de la preparatoria Rosario Castellanos. Juan David ayuda a Carlos a convertirse en cantante, pero la disquera opta por utilizar su voz en el atractivo físico de Juan David, convirtiéndose este en una estrella musical, mientras Carlos permanece en el anonimato. Tatiana descubre las verdaderas intenciones de Leonardo y regresa con Fercho, pero Leonardo trata de evitarlo. Cansada de ser la villana de la historia, Jessica los ayuda a escapar, pero Leonardo la descubre y decide castigarla por su traición. Jessica se arrepiente por todo el daño que causó y cita a Santiago para disculparse con él, antes de irse con su padre al extranjero, pero Leonardo aparece en su casa e intenta asesinarla. La policía rodea la mansión y Leonardo toma como rehén a Jessica, Santiago y al señor Riquelme. Finalmente sufren un accidente y Jessica queda en coma. Jessica despierta el día de la boda de Santiago y Nadia, e intenta acabar con su vida, arrepentida por todo el daño que provocó. No obstante Santiago y Kike evitan una tragedia y Jessica se convence de buscar ayuda profesional. Los chicos de la banda se gradúan y deciden irse de excursión, pero la ilusión de unas buenas vacaciones se derrumba con la repentina aparición de Leonardo, que busca desesperadamente vengarse de Jessica, Ferchó y Tatiana por arruinar sus planes. Leonardo secuestra a Tatiana, pero los de la banda la rescatan y lo enfrentan; durante la confrontación Leonardo le dispara a Fercho. Kike, que se acaba de enterar del daño que Leonardo le causó a Jessica, lo golpea y lo abandona a su suerte. Leonardo muere en medio del desierto.

### Cuarta temporada
El tiempo transcurre con tranquilidad y la Clase 406 está en la universidad. Gabriela está en la mejor universidad de leyes, Marcela  estudia fotografía, Daniela continúa en la preparatoria, Kike trabaja como mecánico en un taller, Jessica hereda los negocios de su padre, Juan David es la falsa imagen de la voz de Carlos en la industria musical, Tatiana está en la universidad, Freddy anda en busca del amor y Fercho se ha sumido en la depresión después de perder la movilidad de sus piernas. Kike trata de acostumbrarse a la cómoda vida que le ofrece Jessica, pero le cuesta mucho adaptarse, así que Jessica decide llevar una vida menos costosa. Todo marcha bien hasta que Samsara (Francesca Guillén), la exnovia de Leonardo, decide vengar su muerte. Haciéndose llamar Paloma, Samsara se gana la confianza de todos los miembros de la banda, excepto de Jessica y Freddy, quienes desconfían de su sinceridad. Juan David reflexiona sobre su comportamiento, confiesa no ser cantante, renuncia a la industria musical e inaugura su propia cafetería. Juan David y Clara terminan su relación después de que Clara, contra la voluntad de Juan David, decide interrumpir su embarazo. Sin embargo, los efectos secundarios del aborto clandestino acaban con la vida de Clara, no sin antes reconciliarse con Juan David. La muerte de clara destroza la vida de Jessica, quien se siente culpable por todo el daño que le causó en el pasado. Daniela conoce a Manuel, el hermano mayor de Tatiana y se enamora de él. Después de salir durante algún tiempo, Daniela y Manuel deciden irse a vivir juntos, pero la magia se acaba demasiado pronto. Manuel se convierte en un esposo posesivo y controlador, hasta el punto en el que Daniela abandona sus estudios y se dedica de lleno a su nuevo hogar. Marcela conoce a alguien a través de un sitio web y entabla una relación virtual con él, sin sospechar que del otro lado de la pantalla está Juan David, quien también desconoce que es Marcela con quien intercambia mensajes. Mientras tanto, Samsara no se conforma con arruinar la relación de Fercho y Tatiana, sino que destruye a cada uno de los involucrados en la muerte de Leonardo. Jessica descubre sus malas intenciones e intenta poner en sobrevino a todos, pero nadie cree en sus palabras y es expulsada de la banda. Sin embargo, Kike decide irse con ella y alejarse de sus amigos, aunque más tarde Samsara logra engañarlo y apartarlo de Jessica. Ahora la banda está separada y todas las relaciones han fracasado. Samsara los reúne a todos en la cafetería de Juan David, les revela su verdadera identidad y confiesa todo el daño que causó, culpando a Tatiana de la muerte de Leonardo. Samsara incendia la cafetería con la intención de matarlos a todos, pero Jessica descubre una salida y logran escapar. Fercho insiste en quedarse en medio del incendio, pero un accidente inminente lo motiva a ponerse de pie y salvar la vida de sus amigos. Kike se entera de la crueldad de Samsara, busca a Jessica y le pide perdón por haber desconfiado de ella, prometiendo no volver a hacerlo. Samsara secuestra a Tatiana e intenta asesinar a Kike, a Pedro y al Alebrije, pero muere en el intento. Finalmente Tatiana es rescatada, Fercho se reconcilia con ella, Juan David se convierte en socio de Jessica y decide darse otra oportunidad con Marcela, Gabriela y Pedro vuelven a estar juntos, Daniela decide no regresar con Manuel, Carlos se convierte en un gran cantante y Freddy se enamora. Kike y Jessica deciden casarse, pero se arrepienten de hacerlo en el altar, así que Gabriela y Pedro toman su lugar. Después de la ceremonia Kike le regala un anillo de compromiso a Jessica.

## Listado de emisión
| Temporada | Temporada | Episodios | Episodios | Horario                          | Estreno              | Final                 |
| --------- | --------- | --------- | --------- | -------------------------------- | -------------------- | --------------------- |
|           | 1         | 349       | 34        | lunes a viernes 19:00 - 20:00 h. | 1 de julio de 2002   | 15 de agosto de 2002  |
|           | 2         | 349       | 100       | lunes a viernes 19:00 - 20:00 h. | 16 de agosto de 2002 | 2 de enero de 2003    |
|           | 3         | 349       | 165       | lunes a viernes 19:00 - 20:00 h. | 3 de enero de 2003   | 21 de agosto de 2003  |
|           | 4         | 349       | 50        | lunes a viernes 19:00 - 20:00 h. | 22 de agosto de 2003 | 30 de octubre de 2003 |

## Reparto

### Reparto principal
| Jorge Poza          | Francisco Romero "El Matemático" (Profesor de matemáticas)                     | Protagonista            | Protagonista            |                         |                         |
| Alejandra Barros    | Adriana Pineda "La Psicóloga"(Consejera escolar)                               | Protagonista            |                         |                         |                         |
| Alejandra Barros    | Ángela Pineda vda. de Rodríguez (Encargada de la cafetería)                    |                         | Protagonista            | Invitada                |                         |
| Francisco Gattorno  | Santiago Cadavid / Luis Felipe Villasana (Profesor de Literatura)              |                         |                         | Protagonista            |                         |
| Michelle Vieth      | Nadia Castillo Bojórquez "La Profe" (Profesora de Educación física)            |                         |                         | Protagonista            |                         |
| Irán Castillo       | Magdalena "Malena / Magdis" Rivera                                             | Protagonista juvenil    | Protagonista juvenil    | Invitada                |                         |
| Anahí               | Jessica "Jessi" Riquelme Brech                                                 |                         |                         | Antagonista juvenil     | Protagonista juvenil    |
| Aarón Díaz          | Enrique "Kike" González                                                        | Protagonista juvenil    | Protagonista juvenil    | Protagonista juvenil    | Protagonista juvenil    |
| Sherlyn             | Gabriela "Gaby" Chávez Rey                                                     | Co-Protagonista juvenil | Co-Protagonista juvenil | Co-Protagonista juvenil | Co-Protagonista juvenil |
| Dulce María         | Marcela "Marce" Mejía                                                          | Estelar juvenil         | Estelar juvenil         | Estelar juvenil         | Estelar juvenil         |
| Christian Chávez    | Fernando Lucena "Fercho / El Chino"                                            | Estelar juvenil         | Estelar juvenil         | Estelar juvenil         | Estelar juvenil         |
| Francisco Rubio     | Carlos Muñoz "El Caballo"                                                      | Estelar juvenil         | Estelar juvenil         | Estelar juvenil         | Estelar juvenil         |
| Alfonso Herrera     | Juan David Rodríguez Pineda "Juancho / Jhon David"                             | Estelar juvenil         | Estelar juvenil         | Estelar juvenil         | Estelar juvenil         |
| Grettell Valdez     | Daniela "Danny" Jiménez Robles                                                 | Antagonista juvenil     | Antagonista juvenil     | Estelar juvenil         | Estelar juvenil         |
| Pablo Magallanes    | Hugo Salcedo "El Chavo Banda" †                                                | Estelar juvenil         |                         |                         |                         |
| Liuba de Lasse      | Cindy "La Dj"                                                                  | Estelar juvenil         |                         |                         |                         |
| Sara Maldonado      | Tatiana "Tatis" del Moral                                                      |                         | Estelar juvenil         | Estelar juvenil         | Estelar juvenil         |
| Frantz Cossio       | Alfredo "Freddy" Ordóñez Peñalosa                                              |                         | Estelar juvenil         | Estelar juvenil         | Estelar juvenil         |
| Karla Cossío        | Sandra Paola "Sandrita / Sandy" Rodríguez Pineda                               |                         | Estelar juvenil         | Invitada                | Estelar juvenil         |
| Imanol Landeta      | Alejandro "Alex" Acero Pineda                                                  | Estelar                 |                         |                         |                         |
| Alexa Damián        | Ana María Londoño "La Teacher" (Profesora de inglés)                           | Co-Protagonista         | Co-Protagonista         | Co-Protagonista         |                         |
| Sebastián Rulli     | Juan Esteban San Pedro "El Psicólogo" (Consejero escolar)                      |                         | Co-Protagonista         | Co-Protagonista         |                         |
| Julio Camejo        | Douglas "Dou" Cifuentes † (Profesor de Mecánica)                               | Antagonista             | Antagonista             |                         |                         |
| Beatriz Moreno      | Blanca "Blanquita" Beteta "La Secre" (Secretaria principal / Prefecta escolar) | Estelar                 | Estelar                 | Estelar                 |                         |
| Rafael Inclán       | Ezequiel Cuervo Domínguez "El Director / El Sipisapo" (Director)               | Estelar                 | Estelar                 | Estelar                 |                         |
| Fabián Robles       | Giovanni Ferrer                                                                |                         | Antagonista             | Antagonista             |                         |
| Lucero Lander       | Dora de Del Moral (Secretaria suplente)                                        |                         | Estelar                 | Estelar                 | Estelar                 |
| José Elías Moreno   | Manuel del Moral                                                               |                         | Estelar                 | Estelar                 | Estelar                 |
| Arap Bethke         | Antonio "Chacho" Mendoza Cuervo (Profesor de Artes)                            |                         | Estelar                 | Estelar                 |                         |
| Luis Fernando Peña  | Pedro Martínez Guevara "El Gato"                                               |                         |                         | Estelar                 | Estelar                 |
| Juan David Galindo  | José Manuel del Moral                                                          |                         |                         | Estelar                 | Estelar                 |
| Miguel Rodarte      | Leonardo Nava †                                                                |                         |                         | Antagonista             |                         |
| Juan Carlos Colombo | Jorge Riquelme † (Padre de Jessica)                                            |                         |                         | Antagonista             |                         |
| Francesca Guillén   | Samsara Najera / Paloma †                                                      |                         |                         | Antagonista             | Antagonista             |
| Gabriela Platas     | Elisa Camargo                                                                  |                         | Invitada                | Antagonista             |                         |
| Armando Hernández   | Cipriano "El Alebrije"                                                         |                         |                         | Estelar                 | Estelar                 |

### Reparto recurrente
| Felipe Najera               | Dionisio Niño Infante (Padrastro de Magdalena)                                           | Secundario             | Secundario             | Invitado   |            |
| Adriana Laffan              | Teresa de Salcedo (Madre de Hugo)                                                        | Secundaria             | Secundaria             |            |            |
| María Fernanda García       | Marlen Rivera (Madre de Magdalena)                                                       | Secundaria             | Secundaria             | Invitada   |            |
| Tony Dalton                 | Dagoberto "Dago" García "El Violador" (Profesor de Educación física) / Dante / Doroteo † | Antagonista Secundario | Antagonista Secundario |            |            |
| Juan Carlos Nava            | Pedro Salcedo (Padre de Hugo)                                                            | Secundario             | Secundario             |            |            |
| Xóchitl Vigil               | Consuelo Mejía (Madre de Marcela)                                                        | Secundaria             | Secundaria             | Secundaria |            |
| Esther Diez                 | Cecilia Rey (Madre de Gabriela)                                                          | Secundaria             | Secundaria             | Invitada   |            |
| Azul Guaita                 | Juanita Chávez                                                                           | Secundaria             | Secundaria             | Secundaria | Secundaria |
| Rosy Safont                 | Elvira González (Madre de Enrique)                                                       | Secundaria             | Secundaria             |            |            |
| Gerardo Klein               | Federico González (Padre de Enrique)                                                     | Secundario             | Secundario             |            |            |
| Gabriela Bermúdez           | Miriam de Jiménez (Madre de Daniela)                                                     | Secundaria             | Secundaria             | Secundaria | Secundaria |
| Miguel Priego               | Jorge Jiménez (Tío de Daniela)                                                           | Secundario             |                        |            |            |
| Manuel Landeta              | Gonzalo Acero                                                                            | Invitado               |                        |            |            |
| Lourdes Canale              | Doña Guillermina "Guille" Muñoz (Abuelita de Carlos)                                     | Secundaria             | Secundaria             | Secundaria |            |
| Obed Dylan                  | Harrison Lucena                                                                          | Secundario             | Secundario             |            |            |
| Esteban Franco              | Comandante Jácome                                                                        | Secundario             | Secundario             | Secundario |            |
| Eleazar Gómez               | Brian Ríos                                                                               | Secundario             | Secundario             | Secundario |            |
| Roberto Assad               | Dylan Díaz                                                                               | Secundario             |                        |            |            |
| Adrian Mas                  | Marco                                                                                    | Secundario             |                        |            |            |
| Abril Campillo              | Maestra Chelita                                                                          | Secundaria             | Secundaria             | Secundaria |            |
| Roberto Tello               | Traficante de Drogas                                                                     | Secundario             |                        |            |            |
| Alan Gutierrez              | Pablo                                                                                    |                        | Secundario             | Secundario |            |
| Araceli Mali                | Clara Betancourt †                                                                       |                        | Secundaria             | Secundaria |            |
| José Luis Cordero "Pocholo" | Sr. Lucena (Padre de Fernando)                                                           |                        | Invitado               |            |            |
| Samantha López              | Alejandra                                                                                |                        | Secundaria             | Secundaria |            |
| Marco Bisogno               | Iván                                                                                     |                        | Secundario             |            |            |
| Mario Del Rio               | Bruno †                                                                                  |                        | Secundario             | Secundario |            |
| Karen Juantorena            | Guadalupe Ledesma / Vanessa Madarriaga                                                   |                        | Secundaria             | Secundaria |            |
| Susan Vohn                  | Silvia                                                                                   |                        | Secundaria             |            |            |
| Agustín Arana               | Ramiro (Esposo de Silvia)                                                                |                        | Invitado               |            |            |
| Manola Diez                 | Violeta                                                                                  |                        | Secundaria             |            |            |
| Jessica Salazar             | Brenda (Exesposa de Juan Esteban)                                                        |                        | Secundaria             |            |            |
| Alizair Gomez               | Mario San Pedro                                                                          |                        | Recurrente             |            |            |
| Bobby Larios                | César                                                                                    |                        | Invitado               |            |            |
| Arturo García Tenorio       | Rodolfo Londoño (Padre de Ana Maria)                                                     |                        | Invitado               |            |            |
| Alicia Farh                 | Dolores de Londoño (Madre de Ana Maria)                                                  |                        | Invitada               |            |            |
| Queta Lavat                 | Cuquita Domínguez vda. Cuervo (Madre de Don Ezequiel)                                    |                        | Recurrente             | Recurrente |            |
| René Casados                | Manolo Cayetano Catasús                                                                  |                        | Recurrente             |            |            |
| Moisés Suárez               | Arturo "El español"                                                                      |                        | Invitado               |            |            |
| Alejandra Jurado            | Matilde Rodríguez                                                                        |                        | Recurrente             |            |            |
| Liza Willert                | Catalina Rodríguez                                                                       |                        | Recurrente             |            |            |
| Julio Vega                  | Dr Huerta                                                                                |                        | Recurrente             |            |            |
| Jacqueline Voltaire         | Maestra Fabianne (Maestra de Modeleje)                                                   |                        | Recurrente             |            |            |
| Axel Ricco                  | Alexis                                                                                   |                        | Recurrente             |            |            |
| Miguel Loyo                 | Mauricio "El Chef"                                                                       |                        | Recurrente             |            |            |
| Raul Valerio                | Don Osvaldo                                                                              |                        | Recurrente             |            |            |
| Amelia Zapata               | Rosaura Guevara (Madre de Pedro)                                                         |                        |                        | Secundaria |            |
| Benjamin Islas              | Raúl Jiménez (Padre de Daniela)                                                          |                        |                        | Secundario | Secundario |
| Juan Antonio Edwards        | Jeronimo Ordóñez (Padre de Freddy)                                                       |                        |                        | Secundario | Secundario |
| Ariadne Pellicer            | Esther Peñalosa de Ordoñez (Madre de Freddy)                                             |                        |                        | Secundario | Secundario |
| Roxana Saucedo              | Marina Chávez (Tía de Gabriela)                                                          |                        |                        | Secundaria |            |
| Juan Romanca                | Gerardo Martínez (Padre de Pedro)                                                        |                        |                        | Secundario |            |
| Felipe Sánches              | Chuly Nava                                                                               |                        |                        | Recurrente |            |
| José Luis Reséndez          | Gilberto Bernal (Profesor del Reyna Victoria)                                            |                        |                        | Recurrente | Recurrente |
| Sergio García               | Charlie Askenazi (Novio de Freddy)                                                       |                        |                        | Recurrente | Recurrente |
| Polly                       | Emiliana Askenazi                                                                        |                        |                        | Recurrente | Recurrente |
| Alejandro Peniche           | Martin                                                                                   |                        |                        | Invitado   |            |
| Raquel Morell               | Yolanda Bojórquez vda. de Castillo                                                       |                        |                        | Recurrente |            |
| Marieth Rodríguez           | Valeria Villasana                                                                        |                        |                        | Recurrente |            |
| Marisol del Olmo            | Eugenia Moretti †                                                                        |                        |                        | Invitada   |            |
| Humberto Yáñez              | Roberto Villasana †                                                                      |                        |                        | Recurrente |            |
| María Clara Zurita          | Sofía de Villasana                                                                       |                        |                        | Recurrente |            |
| Verónica Ibarra             | Angélica Guerra                                                                          |                        |                        | Recurrente |            |
| Gabriela Cano               | Aurora                                                                                   |                        |                        | Recurrente |            |
| Ramón Cabrera               | Jordi                                                                                    |                        |                        | Recurrente |            |
| Adriana Chapela             | Doña Mati                                                                                |                        |                        | Recurrente |            |
| Armando Bracho              | Nicandro Domínguez                                                                       |                        |                        | Recurrente | Recurrente |
| Lalo "el Mimo"              | Gumaro Avendaño                                                                          |                        |                        | Recurrente |            |
| Adriana Barraza             | Mabel                                                                                    |                        |                        | Recurrente |            |
| Alejandro Ciangherotti Jr.  | Lic. Israel Antúnez                                                                      |                        |                        | Recurrente |            |
| Pedro Damián                | Vargas                                                                                   |                        |                        | Invitado   |            |
| Aitor Iturrioz              | Max Brouer                                                                               |                        |                        | Recurrente | Recurrente |
| Jorge de Silva              | Luigi Ferrer                                                                             |                        |                        | Recurrente | Recurrente |
| Dolores Salomon "Bodokito"  | Bárbara de Lucena                                                                        |                        |                        | Invitada   |            |
| Rosangela Balbo             | Bertha Ponce                                                                             |                        |                        |            | Secundaria |
| Wendy González              | Blanca Uribe Soto                                                                        |                        |                        |            | Secundaria |
| Giovan D'Angelo             | Federico "Fede" Barbera                                                                  |                        |                        |            | Secundario |
| Karla Luengas               | Pilar Reyna                                                                              |                        |                        |            | Secundaria |
| Juan Peláez                 | Octavio Valenzuela                                                                       |                        |                        |            | Secundario |
| Luis Fernando Ceballos      | Valentino                                                                                |                        |                        |            | Secundario |
| Catherine Papile            | Andrea                                                                                   |                        |                        |            | Secundaria |
| Conrado Osorio              | Edgar                                                                                    |                        |                        |            | Secundario |
| Carolina Rincon             | Susy                                                                                     |                        |                        |            | Secundaria |
| Héctor Gómez                | Dr. Narváez                                                                              |                        |                        |            | Secundario |
| Alma Cero                   | Bianca                                                                                   |                        |                        |            | Secundaria |
| Jairo Gómez                 | Saúl                                                                                     |                        |                        |            | Secundario |
| Payín Cejudo                | Olga Limonqui                                                                            |                        |                        |            | Secundaria |
| Paola Flores                | Doña Cleotilde                                                                           |                        |                        |            | Secundaria |
| María López                 | Jenny                                                                                    |                        |                        |            | Secundaria |
| Nayelli Dainzu              | Cherry                                                                                   |                        |                        |            | Secundaria |
| Aida Diaz                   | Mercedes                                                                                 |                        |                        |            | Secundaria |
| Pablo Poumian               | Rosendo                                                                                  |                        |                        |            | Secundario |
| Eduardo Orozco              | "La Tehuana / Travesti Asesina"                                                          |                        |                        |            | Secundario |
| Francisco Avendaño          | Don Humberto                                                                             |                        |                        |            | Secundario |
| Humberto Dupeyrón           | Rubén                                                                                    |                        |                        |            | Secundario |
| Eduardo de la Peña          | Gumaro                                                                                   |                        |                        |            | Secundario |
| Andrés Montiel              | Eleazar                                                                                  |                        |                        |            | Secundario |
| Alberto Salaberri           | Erick Gallegos                                                                           |                        |                        |            | Secundario |

### Estrellas invitadas
- Kinky - Ellos mismos
- Marco Antonio Regil - Él mismo
- Juanes - Él mismo
- Roberto Gómez Fernández - Él mismo
- La Quinta Estación - Ellos mismos
- Natalia Lafourcade - Ella misma (como alumna)
- Valentino Lanús - Él mismo
- Jon Secada - Él mismo
- OV7 - Ellos mismos
- David Bisbal - Él mismo
- La Factoría - Ellos mismos
- Bacilos - Ellos mismos
- Julio Iglesias Jr. - Él mismo
- Jorge Kahwagi - Él mismo
- Ana Layevska - Valentina Quintero Aragón
- Ari Borovoy - Juan Pablo Rubio Tejero

## Temas principales
- Clase 406, interpretado por Caos
- Donde irán?, interpretado por La Quinta Estación
- Cuando me miras así, interpretado por Cristian Castro (emisión estadounidense)
- Karma escolar, interpretado por Clase 406
- Sha la la la, interpretado por Clase 406
- De dónde vienes, a dónde vas?, interpretado por Clase 406
- Dos enamorados, interpretado por Dulce María y Christian Chávez
- Jamás, interpretado por Aarón Díaz

## Premios

### Premios TVyNovelas 2003
| Categoría                  | Persona                      | Resultado |
| -------------------------- | ---------------------------- | --------- |
| Mejor telenovela           | Pedro Damián                 | Nominado  |
| Mejor actor de reparto     | Rafael Inclan                | Ganador   |
| Mejor revelación femenina  | Sherlyn                      | Nominada  |
| Mejor revelación masculina | Christian Chávez             | Ganador   |
| Mejor dirección de escena  | Luis Pardo Juan Carlos Muñoz | Nominados |